# بیوگرافی (برنامه تلویزیونی)

آگهی تبلیغاتی سال ۱۹۶۱ برای بیوگرافی در مجله اسپانسر

بیوگرافی (انگلیسی: Biography) یک مجموعهٔ مستند تلویزیونی و فرنچایز چندرسانه‌ای آمریکایی است که در دههٔ ۱۹۶۰ میلادی توسط دیوید ال. ولپر ساخته شد و از سال ۱۹۸۷ میلادی در مالکیت «شبکهٔ اِی اند ئی» است. هر قسمت از این مجموعه، زندگی یک فرد سرشناس را به‌صورت روایی‌گونه به تصویر می‌کشد و شامل گفتگوها، عکس‌ها و تصاویر و فیلم‌های آرشیوی قدیمی از آن فرد است. این برنامهٔ تلویزیونی تا کنون برندهٔ یک جایزه پیبادی (۱۹۶۲) و سه جایزه امی (۱۹۹۷، ۱۹۹۹، ۲۰۰۲) شده‌است.
زندگی‌نامه در ابتدا توسط دیوید ال. ولپر و جک هیلی جونیور تهیه شد و مایک والاس ــ که در آن زمان تازه فعالیت روزنامه‌نگاری موفق خود را آغاز کرده بود ــ گویندگی آن را بر عهده داشت. این برنامه هیچ مصاحبه‌ای نداشت و به‌جای آن، نیم ساعت فیلم آرشیوی، تصاویر خبری، عکس‌های ثابت و صداهای ضبط‌شده را پخش می‌کرد.
تولید برنامه در سال ۱۹۶۱ آغاز شد و در فوریه ۱۹۶۲ از طریق شرکت «آفیشال فیلمز» به صورت توزیع محلی پخش شد. در نسخه دهه ۱۹۶۰، این برنامه به معرفی چهره‌هایی مانند رهبران جهانی (وینستون چرچیل)، سیاست‌مداران معاصر آمریکا (فییورلو اچ. لاگواردیا، جوزف مک‌کارتی)، ورزشکاران (بیب روث و نوت راکنی)، و دیگر شخصیت‌های برجسته قرن بیستم از جمله ژنرال‌ها، نویسندگان، دانشمندان، بازیگران و تمام رؤسای‌جمهور معاصر ایالات متحده می‌پرداخت.
این برنامه در پخش محلی محبوبیت زیادی پیدا کرد و در سال ۱۹۶۲ برنده جایزه معتبر جایزه پیبادی (در بخش آموزش تلویزیونی) شد ــ نخستین جایزه از چند جایزه‌ای که هم ولپر و هم والاس دریافت کردند. برنامه زندگی‌نامه نقشی کلیدی در تغییر مسیر حرفه‌ای مایک والاس داشت و او در سال ۱۹۶۳ از برنامه جدا شد تا به اخبار صبحگاهی سی‌بی‌اس با مایک والاس بپیوندد و بعدها به تیم برنامه ۶۰ دقیقه ملحق شود.
تولید قسمت‌های جدید برنامه در سال ۱۹۶۴ متوقف شد، اما بسیاری از قسمت‌های قبلی همچنان به عنوان فیلم‌های آموزشی در مدارس استفاده می‌شدند، به استانداردی برای مستندهای زندگی‌نامه‌ای بدل شدند، و برای دهه‌ها به صورت پخش مجدد روی آنتن بودند. این مجموعه به‌طور کوتاه در سال ۱۹۷۹ با اجرای دیوید جانسن دوباره احیا شد و به معرفی شخصیت‌هایی مانند عیدی امین و والت دیزنی پرداخت.

## نگارخانه
| Mike Wallace (1961–1963) | David Janssen (1979)    | Peter Graves (1987–1999) |
| Jack Perkins (1994–1999) | Harry Smtih (1999–2002) | Neil Ross (2003–2006)    |